# Élections municipales de 2003 dans la Capitale-Nationale
Les élections municipales québécoises de 2003 se déroulent le 2 novembre 2003. Elles permettent d'élire les maires et les conseillers de chacune des municipalités locales du Québec, ainsi que les préfets de quelques municipalités régionales de comté.

## Capitale-Nationale

### Baie-Saint-Paul
| Poste/District                                                | Élu                  | Type d'élection |
| ------------------------------------------------------------- | -------------------- | --------------- |
| Maire                                                         | Jean Fortin          | Scrutin         |
| 1                                                             | Jean-Claude Turcotte | Scrutin         |
| 2                                                             | Marc-André Gagnon    | Scrutin         |
| 3                                                             | Stéphane Simard      | Scrutin         |
| 4                                                             | Solange Lavoie       | Sans opposition |
| 5                                                             | Michel Bouchard      | Scrutin         |
| 6                                                             | Jean-Guy Bouchard    | Scrutin         |
| Électeurs : 5 880 Votants : 3 282 Taux de participation: 56 % |                      |                 |

### Baie-Sainte-Catherine
| Poste/District                                            | Élu                | Type d'élection |
| --------------------------------------------------------- | ------------------ | --------------- |
| Maire                                                     | Jacques Martin     | Scrutin         |
| 1                                                         | Marie-Ange Poitras | Sans opposition |
| 2                                                         | Gérard Foster      | Sans opposition |
| 3                                                         | Odile Imbeault     | Sans opposition |
| 4                                                         | Pierre Lacelle     | Scrutin         |
| 5                                                         | Guillaume Poitras  | Sans opposition |
| 6                                                         | Rosaire Poitras    | Sans opposition |
| Électeurs : 227 Votants : 194 Taux de participation: 85 % |                    |                 |

### Beaupré
| Poste/District                                           | Élu                | Type d'élection |
| -------------------------------------------------------- | ------------------ | --------------- |
| Maire                                                    | Henri Cloutier     | Sans opposition |
| 1                                                        | Serge Labonté      | Sans opposition |
| 2                                                        | Serge Simard       | Sans opposition |
| 3                                                        | Jean-Robert Fortin | Sans opposition |
| 4                                                        | Jean-Martin Cliche | Sans opposition |
| 5                                                        | Yvan Larouche      | Sans opposition |
| 6                                                        | Claudine Paré      | Sans opposition |
| Électeurs : n/a Votants : n/a Taux de participation: n/a |                    |                 |

### Cap-Santé
| Poste/District                                           | Élu                | Type d'élection |
| -------------------------------------------------------- | ------------------ | --------------- |
| Maire                                                    | Jean-Yves Nobert   | Sans opposition |
| 1                                                        | Jacques Robitaille | Sans opposition |
| 2                                                        | Léo Jacobs         | Sans opposition |
| 3                                                        | René Pelletier     | Sans opposition |
| 4                                                        | Jeanne Noreau      | Sans opposition |
| 5                                                        | Gaétan Germain     | Sans opposition |
| 6                                                        | Carmelle Hardy     | Sans opposition |
| Électeurs : n/a Votants : n/a Taux de participation: n/a |                    |                 |

### Fossambault-sur-le-Lac
| Poste/District                                              | Élu                     | Type d'élection |
| ----------------------------------------------------------- | ----------------------- | --------------- |
| Maire                                                       | Gilles Landry           | Sans opposition |
| 1                                                           | Nicole Nolin            | Sans opposition |
| 2                                                           | Roland Vézina           | Sans opposition |
| 3                                                           | Gilles Vézina           | Sans opposition |
| 4                                                           | Guy Maranda             | Scrutin         |
| 5                                                           | Hélène Lajeunesse-Brown | Sans opposition |
| 6                                                           | Louise Côté             | Sans opposition |
| Électeurs : 1 543 Votants : 599 Taux de participation: 39 % |                         |                 |

### Lac-Beauport
| Poste/District                                           | Élu             | Type d'élection |
| -------------------------------------------------------- | --------------- | --------------- |
| Maire                                                    | Michel Giroux   | Sans opposition |
| 1                                                        | Michel Grenier  | Sans opposition |
| 2                                                        | Jocelyn Fortier | Sans opposition |
| 3                                                        | Michel Bergeron | Sans opposition |
| 4                                                        | André Parent    | Sans opposition |
| 5                                                        | Linda Girard    | Sans opposition |
| 6                                                        | Pascal Hudon    | Sans opposition |
| Électeurs : n/a Votants : n/a Taux de participation: n/a |                 |                 |

### Lac-Delage
| Poste/District                                            | Élu                    | Type d'élection |
| --------------------------------------------------------- | ---------------------- | --------------- |
| Maire                                                     | Jean-François Lapointe | Scrutin         |
| 1                                                         | Guy Rochette           | Scrutin         |
| 2                                                         | Marc Boiteau           | Sans opposition |
| 3                                                         | Alain Desgagné         | Scrutin         |
| 4                                                         | Charles Grégoire       | Sans opposition |
| Électeurs : 341 Votants : 265 Taux de participation: 78 % |                        |                 |

### Pont-Rouge
| Poste/District                                             | Élu                | Type d'élection |
| ---------------------------------------------------------- | ------------------ | --------------- |
| Maire                                                      | Paul-Eugène Parent | Sans opposition |
| 1                                                          | Claude Bégin       | Sans opposition |
| 2                                                          | René Gignac        | Sans opposition |
| 3                                                          | Sylvain Brousseau  | Scrutin         |
| 4                                                          | Gaston Goizioux    | Sans opposition |
| 5                                                          | Cécile Doré        | Sans opposition |
| 6                                                          | Louis-Marie Dion   | Sans opposition |
| Électeurs : 5 641 Votants : 414 Taux de participation: 7 % |                    |                 |

### Rivière-à-Pierre
| Poste/District                                            | Élu                  | Type d'élection |
| --------------------------------------------------------- | -------------------- | --------------- |
| Maire                                                     | Gaétan Saint-Laurent | Sans opposition |
| 1                                                         | Bernard Charlton     | Scrutin         |
| 2                                                         | Alain Lavoie         | Sans opposition |
| 3                                                         | Roger Tremblay       | Sans opposition |
| 4                                                         | Serge Borgia         | Sans opposition |
| 5                                                         | André Bouchard       | Sans opposition |
| 6                                                         | Robert Moisan        | Sans opposition |
| Électeurs : 694 Votants : 274 Taux de participation: 39 % |                      |                 |

### Saint-Aimé-des-Lacs
| Poste/District                                            | Élu               | Type d'élection |
| --------------------------------------------------------- | ----------------- | --------------- |
| Maire                                                     | Daniel Boudreault | Scrutin         |
| 1                                                         | Karine Lavoie     | Scrutin         |
| 2                                                         | Mario Tremblay    | Scrutin         |
| 3                                                         | Clément Tremblay  | Sans opposition |
| 4                                                         | Raynald Godin     | Sans opposition |
| 5                                                         | Gilles Gaudreault | Scrutin         |
| 6                                                         | René Boiteau      | Sans opposition |
| Électeurs : 952 Votants : 667 Taux de participation: 70 % |                   |                 |

### Saint-Alban
| Poste/District                                           | Élu              | Type d'élection |
| -------------------------------------------------------- | ---------------- | --------------- |
| Maire                                                    | Deny Lépine      | Sans opposition |
| 1                                                        | Donald Audet     | Sans opposition |
| 2                                                        | Jean-Marc Julien | Sans opposition |
| 3                                                        | Pierre Naud      | Sans opposition |
| 4                                                        | Marilou Chantal  | Sans opposition |
| 5                                                        | Lynn Naud        | Sans opposition |
| 6                                                        | Lisette Perron   | Sans opposition |
| Électeurs : n/a Votants : n/a Taux de participation: n/a |                  |                 |

### Saint-Gilbert
| Poste/District                                            | Élu              | Type d'élection |
| --------------------------------------------------------- | ---------------- | --------------- |
| 1                                                         | Stéphane Ferland | Sans opposition |
| 3                                                         | Daniel Gauthier  | Scrutin         |
| 5                                                         | Guy Parent       | Sans opposition |
| Électeurs : 262 Votants : 159 Taux de participation: 61 % |                  |                 |

### Saint-Irénée
| Poste/District                                           | Élu             | Type d'élection |
| -------------------------------------------------------- | --------------- | --------------- |
| 2                                                        | Evelyne Moisan  | Sans opposition |
| 3                                                        | Angelo Gauthier | Sans opposition |
| 4                                                        | Jacques Morin   | Sans opposition |
| Électeurs : n/a Votants : n/a Taux de participation: n/a |                 |                 |

### Saint-Joachim
| Poste/District                                           | Élu                | Type d'élection |
| -------------------------------------------------------- | ------------------ | --------------- |
| 1                                                        | Marcel Jean        | Sans opposition |
| 2                                                        | Martin Gagnon      | Sans opposition |
| 3                                                        | Georges Larochelle | Sans opposition |
| Électeurs : n/a Votants : n/a Taux de participation: n/a |                    |                 |

### Saint-Laurent-de-l'Île-d'Orléans
| Poste/District                                              | Élu              | Type d'élection |
| ----------------------------------------------------------- | ---------------- | --------------- |
| 2                                                           | Nicole Cloutier  | Sans opposition |
| 4                                                           | Bernard Boisvert | Scrutin         |
| 6                                                           | Onil Bolduc      | Sans opposition |
| Électeurs : 1 394 Votants : 345 Taux de participation: 25 % |                  |                 |

### Saint-Léonard-de-Portneuf
| Poste/District                                           | Élu              | Type d'élection |
| -------------------------------------------------------- | ---------------- | --------------- |
| Maire                                                    | Denis Langlois   | Sans opposition |
| 1                                                        | Thérèse Gagnon   | Sans opposition |
| 2                                                        | Gervais Moisan   | Sans opposition |
| 3                                                        | René Plante      | Sans opposition |
| 4                                                        | Rose-Line Lavoie | Sans opposition |
| 5                                                        | Suzanne Trudel   | Sans opposition |
| 6                                                        |                  | Vacant          |
| Électeurs : n/a Votants : n/a Taux de participation: n/a |                  |                 |

### Saint-Pierre-de-l'Île-d'Orléans
| Poste/District                                              | Élu            | Type d'élection |
| ----------------------------------------------------------- | -------------- | --------------- |
| Maire                                                       | Roger DeBlois  | Scrutin         |
| 1                                                           | Michel Rochon  | Sans opposition |
| 2                                                           | Julien Bernier | Sans opposition |
| 3                                                           | Chantal Vésina | Scrutin         |
| 4                                                           | Jacques Trudel | Sans opposition |
| 5                                                           | Alain Dion     | Sans opposition |
| 6                                                           | Lucy Prémont   | Scrutin         |
| Électeurs : 1 473 Votants : 640 Taux de participation: 43 % |                |                 |

### Saint-Raymond
| Poste/District                                           | Élu                 | Type d'élection |
| -------------------------------------------------------- | ------------------- | --------------- |
| Maire                                                    | Gérald Saint-Pierre | Sans opposition |
| 1                                                        | Jean-Luc Plamondon  | Sans opposition |
| 2                                                        | Bernard Ayotte      | Sans opposition |
| 3                                                        | Louis Bourassa      | Sans opposition |
| 4                                                        | Antonin Rochette    | Sans opposition |
| 5                                                        | Jacquelin Genois    | Sans opposition |
| 6                                                        | Denis Gingras       | Sans opposition |
| Électeurs : n/a Votants : n/a Taux de participation: n/a |                     |                 |

### Sainte-Pétronille
| Poste/District                                           | Élu              | Type d'élection |
| -------------------------------------------------------- | ---------------- | --------------- |
| 1                                                        | Denis Chatigny   | Sans opposition |
| 2                                                        | Mireille Morency | Sans opposition |
| 3                                                        | Nicole Senechal  | Sans opposition |
| 6                                                        | Lucie Lemieux    | Sans opposition |
| Électeurs : n/a Votants : n/a Taux de participation: n/a |                  |                 |

### Shannon
| Poste/District                                             | Élu                | Type d'élection |
| ---------------------------------------------------------- | ------------------ | --------------- |
| 1                                                          | Bernard Gagné      | Sans opposition |
| 3                                                          | Marcelle Neville   | Sans opposition |
| 5                                                          | Jean-Marc Beaulieu | Scrutin         |
| 6                                                          | Nancy Tassé        | Sans opposition |
| Électeurs : 2 713 Votants : 202 Taux de participation: 7 % |                    |                 |